# Подвысоцкая сельская община
Подвысоцкая сельская община (укр. Підвисоцька сільська громада) — территориальная община в Голованевском районе Кировоградской области Украины.
Административный центр — село Подвысокое.
Население составляет 6600 человек. Площадь — 446,6 км².
В соответствии с распоряжением Кабинета Министров Украины от 12 июня 2020 года, в состав общины вошла территория Копенковатского, Мартыновского, Небеловского, Нерубайского, Подвысоцкого, Покотиловского, Рассоховатецкого, Терновского и Ятраньского сельских советов упразднённого Новоархангельского района

## Населённые пункты
В состав общины входит 17 сёл:
- Подвысокое
  - Владимировка
- Копековатский старостинский округ:
  - Борщевая
  - Копенковатое
  - Шевченко
- Небеловский старостинский округ:
  - Небелевка
- Нерубайский старостинский округ:
  - Нерубайка
  - Станиславовка
- Покотиловский старостинский округ:
  - Орлово
  - Покотилово
  - Тарасовка
- Рассоховатецкий старостинский округ:
  - Рассоховатец
- Терновский старостинский округ:
  - Мартыновка
  - Терновка
- Ятраньский старостинский округ:
  - Вербовка
  - Зрубанцы
  - Ятрань